# Epizoanthus leptoderma
Epizoanthus leptoderma är en korallart som beskrevs av Cutress och Pequenat 1960. Epizoanthus leptoderma ingår i släktet Epizoanthus och familjen Epizoanthidae. Inga underarter finns listade i Catalogue of Life.